# Nichola Town
Nichola Town è un villaggio di Saint Kitts e Nevis, capoluogo della parrocchia di Christ Church Nichola Town.